# 1999 en hockey sur glace
Cette page présente les éléments de hockey sur glace de l'année 1999, que ce soit d'un point de vue rencontres internationales ou championnats nationaux. Les grandes dates des différentes compétitions sont données ainsi que les décès de personnalités du hockey mondial.

## Amérique du Nord

### Ligue nationale de hockey
- Les Stars de Dallas remportent leur première Coupe Stanley.

### Ligue américaine de hockey
- Les Bruins de Providence remportent la saison régulière puis la coupe Calder.

### Ligue internationale de hockey
- Les Aeros de Houston remportent la saison régulière puis la coupe Turner.

### East Coast Hockey League
- Les Sea Wolves du Mississippi remportent la Coupe Kelly.

### Ligue canadienne de hockey
- Le Titan d'Acadie-Bathurst remporte la Coupe du président en battant en sept rencontres les Olympiques de Hull.

- Les Bulls de Belleville remportent la coupe J.-Ross-Robertson en battant en sept parties les Knights de London.

- Les Hitmen de Calgary remportent la Coupe du Président en battant en cinq rencontres les Blazers de Kamloops.

- Le 67 d'Ottawa, équipe hôte du tournoi, remporte la Coupe Memorial, l'emportant 6-2 en prolongation contre les Hitmen de Calgary lors de la finale.

### Ligue nationale féminine de hockey
- Fondation de la ligue.

## Europe

### Compétitions internationales
- Le HC Ambri-Piotta remporte la Supercoupe IIHF.

### Allemagne
- Le Adler Mannheim remportent le championnat de la DEL en défaisant en finale les Nürnberg Ice Tigers par la marque de 3-2.

### Autriche
- Le EC Villacher SV remportent le championnat de l'OËL en défaisant en finale le EC Klagenfurt AC par la marque de 4-2.

### Espagne
- Le CH Txuri Urdin remporte le championnat de la Superliga Española en défaisant en finale le CG Puigcerdà 2 rencontre à 0.

### Finlande
- Le TPS Turku remporte le championnat de la SM-Liiga en défaisant en finale le HIFK par la marque de 3-1. Le KalPa Kuopio est quant-à lui relégué en division 1.
- Le Pelicans Lahti remporte le championnat en division 1, la Mestis et est promu en SM-Liiga pour la saison suivante.

### France
- Les Gothiques d'Amiens remportent la première Coupe Magnus de leur histoire.

### République tchèque
- Le HC Slovnaft Vsetín remporte le championnat de l'Extraliga en défaisant en finale le HC ZPS Barum Zlín par la marque de 3-0.
- Le Orli Znojmo remporte le championnat de la 1. liga.

### Russie
- Le Metallourg Magnitogorsk remporte le championnat de la Superliga en défaisant en finale le HK Dinamo Moscou par la marque de 4-2.
- Le Torpedo Nijni Novgorod remporte le championnat de la Vyschaïa Liga.

### Suède
- Le Brynäs IF remporte le championnat de la Elitserien en défaisant en finale le MoDo Hockey par la marque de 3-2.
- Le Södertälje SK remporte le championnat de l'Allsvenskan et de son côté le Linköpings HC, est promu en Elitserien.

### Suisse
- Le HC Lugano  remporte le championnat de la Ligue National A.
- Le HC Coire remporte le championnat de la Ligue National B.

## Autres Évènements

### Fins de carrière
- 18 avril : Wayne Gretzky, plus grand joueur de hockey de tous les temps selon de nombreux observateurs.

### Décès
- Le 3 mai, décès de Steve Chiasson, joueur des Hurricanes de la Caroline, à la suite d'un accident de la route après l'élimination de son équipe[1].
- Le 23 juillet, à l'âge de 22 ans, décès de Dmitri Tertychny, jeune espoir des Flyers de Philadelphie au cours d'un expédition en bateau sur le lac Okanagan[2].